# Филотида
Филотида, также известная как Тутола — рабыня (анцилла), план которой привёл к важной победе римлян над латинянами в конце IV века до нашей эры.
Ослабленные галльским разграблением Рима в 390 г. до н. э., римляне потерпели сокрушительное поражение от фиденатов, которые потребовали, чтобы они отдали своих жен и дочерей-девственниц в качестве заложниц, чтобы обеспечить мир. В биографии Ромула Плутарха (ок. 75 г. н. э.) упоминается, что Филотида предложила выдать себя и других рабынь за жён и дочерей римских семей.
После того, как римский сенат согласился с планом, женщины элегантно оделись, надели золотые украшения и посетили вражеский лагерь. Там они распалили латинян на кутёж и пьянство. После того, как они заснули, Филотида и другие рабыни украли мечи врагов. Филотида взобралась на дикую смоковницу (caprificus), спрятав факел в своей мантии, а затем махала им, подавая сигнал римлянам. Те вторглись в лагерь и убили врагов во сне. Женщины были вознаграждены свободой и приданым за счёт государства.
Её имя включено в композицию «Этаж наследия» Джуди Чикаго.

## Nonae Caprotinae
Во время фестиваля, известного как Nonae Caprotinae, римлянки, как свободные, так и рабыни, устраивали пикники и вместе праздновали возле мест произрастания смоковниц (caprificus), чтобы отметить победу.